# CrowdStrike
CrowdStrike是位於美国加利福尼亚州森尼韦尔的计算机安全技術公司，提供端点安全、威脅情報和网络攻击響應的安全服務。
该公司参与了多起备受瞩目的网络攻击的调查，包括：
- 2014年索尼影业黑客事件、
- 2015-16 年针对民主党全国委员会 (DNC) 的网络攻击（英语：Democratic National Committee cyber attacks）、
- 2016年美国民主党全国委员会邮件泄密事件。[4][5]

此公司的軟體在2024年7月份的更新出现異常，造成全球電腦異常，世界各地的航空、廣告等服務都受到影響。。

## 歷史
由喬治·柯茲在2011年創立，使用名為（意爲隼）的平台幫助客戶實時搜尋跟收集數據，將數據傳送到公司數據庫（威脅圖表）進行處理跟分析，這個方法可以讓平台成為能持續升級的安全產品。
2019年6月，於纳斯达克交易所上市，计划发行价19.00-23.00美元，实际发行价34美元，发行1800万股，募资6.12亿美金，由高盛、摩根大通、美银美林集团、巴克莱银行承销。
2020年9月，以9600万美元收购了零信任安全模型和条件接收技术提供商。

### 2024年全球大规模蓝屏
2024年7月19日，全球发生大规模蓝屏死机事件，此事件造成數以萬計使用Microsoft Windows系統的機器無法使用，问题原因指向的產品。这次停机造成了广泛的全球影响，包括各地機場及航空公司電腦系統下綫導致航班停飛延誤、暂时性導致英國天空新闻台下线，以及影响美國911紧急呼叫中心。

## 外部連結
- 官方网站
- - CrowdStrike的商業數據：Google Finance
  - Yahoo! Finance
  - SEC filings
  - Bloomberg
  - Nasdaq